# Athous freudei
Athous freudei is een keversoort uit de familie kniptorren (Elateridae). De wetenschappelijke naam van de soort werd voor het eerst geldig gepubliceerd in 1989 door Giuseppe Platia.